# Luigi Rossetto
Luigi Rossetto (9 dicembre 1912 – ...) è stato un allenatore di calcio e calciatore italiano.

## Carriera

### Giocatore
Ha militato nel Rovigo, società con cui nella stagione 1930-1931 ha giocato in Prima Divisione (la terza serie dell'epoca) e che nel 1931 l'ha messo in lista di trasferimento. Nella stagione 1931-1932 ha invece fatto parte della rosa della Serenissima (nome con cui all'epoca era indicato il Venezia), con cui ha giocato per una stagione in Serie B e da cui a fine campionato l'ha messo in lista di trasferimento. Dal 1932 fino al termine della stagione 1933-1934 ha fatto parte della rosa del Padova, società di Serie A con cui non ha mai giocato in partite ufficiali e che nel 1934 l'ha ceduto al Marzotto Valdagno, con la cui maglia ha giocato in Prima Divisione nella stagione 1934-1935. A fine campionato ha lasciato la squadra

### Allenatore
Nella stagione 1946-1947 ha allenato la Reggina, con cui ha ottenuto un 3º posto nel girone C di Serie C, non riuscendo a qualificarsi per le finali della lega Interregionale Sud solo dopo una sconfitta nello spareggio per il secondo posto con il Messina. Ha allenato la squadra amaranto anche nella stagione 1948-1949, sempre in Serie C, venendo però esonerato a stagione in corso in favore di Giuseppe Peruchetti. Nella stagione 1949-1950 ha allenato la Pro Gorizia in Serie C, chiudendo il campionato al quindicesimo posto in classifica. Nella stagione 1952-1953 ha allenato il Fanfulla in Serie B, mentre l'anno seguente ha guidato nelle prime 14 partite di campionato il Verona, ancora in Serie B, venendo poi sostituito in panchina da Luigi Ferrero dopo 18 giornate di campionato. In questo periodo è stato anche coinvolto nel Caso Gaggiotti, venendo sospeso da ogni attività calcistica. In seguito ha allenato anche la Pro Patria, sia nelle ultime due partite della Serie B 1953-1954 (nella quale la squadra è stata promossa in Serie A dopo uno spareggio vinto per 2-0 il 6 giugno 1954 a Roma contro il Cagliari) che nella stagione 1954-1955, nella quale la squadra varesina ha chiuso all'ultimo posto in classifica il campionato di Serie A. Nella stagione 1956-1957 ha iniziato la stagione allenando il Novara in Serie B, salvo poi essere sostituito a partire dal 30 novembre 1956 dall'argentino Evaristo Barrera. Vanta anche esperienze nelle serie minori con Pavia e Pro Gorizia, club che tornò ad allenare nell'aprile 1958, in sostituzione del dimissionario Davide.